# Strijktrio
Een strijktrio is een muziekstuk voor drie strijkinstrumenten of het muziekensemble dat deze muziekstukken uitvoert.

## Geschiedenis

### Barok
Tijdens de barok bestond een strijktrio gewoonlijk uit twee violen en een bas (cello of violone). Dit was een triosonate: twee gelijke sopraanstemmen met begeleidende bas. Er zijn talloze voorbeelden, die al of niet met toevoeging van klavierinstrument (orgel of klavecimbel) gespeeld kunnen worden (basso continuo).

### Klassiek
Vanaf de klassieke periode betekende "strijktrio" haast altijd de combinatie viool, altviool en violoncello.  Deze bezetting werd waarschijnlijk voor het eerst gebruikt door Joseph Haydn (1732-1809). Haydn, bekend als de vader van de symfonie, is evenzeer de vader van het strijkkwartet te noemen. Het strijkkwartet werd standaard in de kamermuziek: de  westerse harmonie favoriseert vierstemmige composities (voor het majeur septiemakkoord zijn vier tonen nodig). Bij het componeren voor strijktrio staat de componist nu voor het probleem dat er slechts drie stemmen zijn.  Sommige (vroege) strijktrio's klinken dan ook wat schraal, al slaagt Haydn erin om prachtige fuga's in zijn strijktrio's op te nemen. Ook Mozart gaat inventief om met de beperkingen van het strijktrio. In zijn meesterlijke divertimento voor strijktrio in Es, KV 563 (1788) inspireert het driestemmige materiaal tot unieke vondsten, vooral in het Thema met Variaties, waar een heel lange en simpele melodie door viool en altviool in octaven gespeeld wordt met de baslijn in de violoncello. Dat mag eerst vrij naïef en eenvoudig klinken, maar het tekent zich scherp af als het thema daarna in drie zelfstandige partijen ontwikkeld wordt. Andere klassieke componisten van strijktrio's zijn bv. Johann Georg Albrechtsberger, Václav Pichl, Luigi Boccherini; Ignaz Pleyel of Franz Krommer. 

### Romantiek en 20ste eeuw
Ook Ludwig van Beethoven en Franz Schubert schreven belangwekkende muziek voor strijktrio.  In de romantiek (19e eeuw) kwamen verdere voorbeelden tot stand. In de twintigste eeuw werden strijktrio's gecomponeerd door onder meer Max Reger (1873-1916), Leo Weiner (1885-1960), Arnold Schönberg (1874-1951), Anton Webern (1883-1945), Paul Hindemith (1895-1963), Ernő Dohnányi (1877-1960), Bohuslav Martinů (1890-1959) en La Monte Young (geb. 1935). William Alwyn componeerde zijn strijktrio in 1962 (of 1959).

## Andere bezettingen
Een strijktrio hoeft niet per definitie geschreven te zijn voor een viool, een altviool en een cello. In de klassieke periode werden ook wel trio's gecomponeerd voor twee violen en cello: Joseph Haydn, Leopold Mozart, Johann Baptist Vanhal, Luigi Boccherini, Franz Anton Hoffmeister, Josef Mysliveček en vele anderen. Ook later nog probeerden componisten als Beethoven of Ignaz Lachner deze alternatieve vorm uit.
Een minder gebruikelijke maar even interessante combinatie is die van twee violen en een altviool: trio's van Carl Stamitz, Giuseppe Maria Gioacchino Cambini, Alessandro Rolla enz. Voorts schreef Antonín Dvořák (1841-1904) voor deze bezetting een Terzetto op.74 en Miniaturen op.75a, Zoltán Kodály (1882-1967) een Serenade op.12, Robert Fuchs (1847-1927) twee trio's op.61.
Vermeldenswaard zijn ook de trio's van Johann Nepomuk Hummel (1778-1837) voor twee altviolen en cello.

## Besproken werken
- 1946: Strijktrio van Arnold Schönberg
- 1959/62: Strijktrio van William Alwyn